# Varatchaya Wongteanchai
Varatchaya Wongteanchai (ur. 9 lipca 1989 w Chiang Rai) – tajska tenisistka, reprezentantka kraju w rozgrywkach Pucharu Federacji, wielokrotna medalistka uniwersjad, igrzysk azjatyckich czy igrzysk Azji Południowo-Wschodniej.

## Kariera tenisowa
W swojej karierze wygrała cztery turnieje singlowe i dwadzieścia dziewięć deblowych w rozgrywkach rangi ITF. Najwyższe, 200. miejsce w rankingu WTA, zajęła 20 lipca 2015 r., natomiast w rankingu deblistek – 95, 13 czerwca 2016 r.
Po raz pierwszy z zawodowym tenisem zetknęła się w lipcu 2006 roku, występując z dziką kartą w niewielkim turnieju ITF, w Bangkoku. Zagrała tam zarówno w grze pojedynczej, jak i podwójnej i o ile w singlu odpadła już w pierwszej rundzie to w deblu, w parze z rodaczką Nungnaddą Wannasuk, wygrała cały turniej. Jeszcze w tym samym roku wygrała dwa podobne turnieje deblowe i trzykrotnie osiągała ćwierćfinały w singlu. Pierwszy turniej singlowy wygrała dopiero w 2011 roku, w Bombaju.
W lutym 2007 roku zagrała swój pierwszy mecz singlowy w rozgrywkach cyklu WTA. Było to na turnieju Pattaya Women’s Open, w którym wystąpiła z dziką kartą w turnieju kwalifikacyjnym a gdzie przegrała już w pierwszej rundzie z Tziporą Obziler. W październiku tego samego roku, w parze z Sophią Mulsap, dotarła do półfinału gry podwójnej na turnieju PTT Bangkok Open, pokonując po drodze znacznie wyżej notowane pary, a mianowicie: Lourdes Domínguez Lino/Arantxa Parra Santonja, Catalina Castaño/Edina Gallovits i Sun Tiantian/Yan Zi. W następnych latach występowała jeszcze kilkakrotnie w deblu, w turniejach WTA, ale nigdy nie udało jej się powtórzyć sukcesu z 2007 roku.
W 2010 roku na Igrzyskach Azjatyckich, wraz z koleżankami, zdobyła brązowy medal w turnieju drużynowym kobiet.

## Finały turniejów WTA
| Legenda                     | Legenda |
| --------------------------- | ------- |
| Wielki Szlem                |         |
| Igrzyska olimpijskie        |         |
| WTA Tour Championships      |         |
| 2009 – 2020                 |         |
| WTA Premier Mandatory       |         |
| WTA Premier 5               |         |
| WTA Premier                 |         |
| WTA International Series    |         |
| WTA 125K series (2012–2020) |         |

### Gra podwójna 2 (2–0)
| Końcowy wynik | Nr | Data          | Turniej      | Nawierzchnia | Partnerka     | Przeciwniczki                     | Wynik finału   |
| ------------- | -- | ------------- | ------------ | ------------ | ------------- | --------------------------------- | -------------- |
| Zwyciężczyni  | 1. | 6 marca 2016  | Kuala Lumpur | Twarda       | Yang Zhaoxuan | Liang Chen Wang Yafan             | 4:6, 6:4, 10-7 |
| Zwyciężczyni  | 2. | 17 lipca 2016 | Bukareszt    | Ceglana      | Jessica Moore | Alexandra Cadanțu Katarzyna Piter | 6:3, 7:6(5)    |

## Finały turniejów WTA 125

### Gra podwójna 1 (0–1)
| Końcowy wynik | Nr | Data              | Turniej | Nawierzchnia | Partnerka     | Przeciwniczki         | Wynik finału |
| ------------- | -- | ----------------- | ------- | ------------ | ------------- | --------------------- | ------------ |
| Finalistka    | 1. | 15 listopada 2015 | Hua Hin | Twarda       | Yang Zhaoxuan | Liang Chen Wang Yafan | 3:6, 4:6     |

## Wygrane turnieje rangi ITF
| turnieje z pulą nagród 100 000 $ |
| turnieje z pulą nagród 75 000 $  |
| turnieje z pulą nagród 50 000 $  |
| turnieje z pulą nagród 25 000 $  |
| turnieje z pulą nagród 15 000 $  |
| turnieje z pulą nagród 10 000 $  |

|    | Data       | Turniej    | Kat. | ($)    | Naw.   | Finalistka        | Wynik               |
| 1. | 26/02/2011 | Bombaj     | ITF  | 10 000 | twarda | Wlada Ekshibarowa | 2:6, 6:4, 6:1       |
| 2. | 19/06/2011 | Balikpapan | ITF  | 25 000 | twarda | Wang Qiang        | 7:5, 6:3            |
| 3. | 25/06/2011 | Pattaya    | ITF  | 10 000 | twarda | Anna Tjulpa       | 6:4, 6:1            |
| 4. | 12/01/2013 | Quanzhou   | ITF  | 50 000 | twarda | Nadija Kiczenok   | 6:2, 6:7(5), 7:6(5) |